# Тронка (фильм)
«Тронка» — советский чёрно-белый широкоэкранный художественный фильм 1971 года, снятый режиссёром Артуром Войтецким на киностудии имени Александра Довженко.
Экранизация одноимённого романа украинского советского писателя Олеся Гончара (новеллы «Полигон» и «Железный остров»).
Премьера фильма состоялась 24 апреля 1972 года. Прокат — 4,5 млн зрителей.

## Сюжет
На полигоне Уралов и чабан Горпищенко обсуждают работу, природу, людей и жизненные проблемы, пытаясь найти смысл жизни.
Действие происходит на степном военном полигоне, где издавна пасли овец чабаны. Один из них, старый чабан Горпищенко (В. Алексеев), воплощающий народную мудрость, ведёт долгие беседы с лётчиком Ураловым (А. Джигарханян). Собственно, это даже не беседы, а обмен репликами между людьми, хорошо понимающими друг друга. В семью лётчика входит горе — умирает его маленькая дочь. Боль Уралова и его жены переданы сдержанно, тонко, без мелодраматических эффектов.киновед И. С. Корниенко, Кино Советской Украины: страницы истории

## В ролях
- Армен Джигарханян — Уралов, майор
- Маргарита Кошелева — Галя
- Иванка Миколайчук — Тоня
- Хелмутс Калныньш — Виталик
- Владимир Олексеенко — Горпищенко, пастух
- Наталия Гебдовская — Горпищиха
- Танечка Майдебура — Алёнка, дочка
- Виталий Дорошенко — лейтенант

В съёмках фильма участвовали работники совхоза «Южный» Голопристанского района Херсонской области.

## Съёмочная группа
- Режиссёр: Артур Войтецкий
- Сценаристы: Олесь Гончар, Артур Войтецкий, Евгений Хринюк
- Оператор: Валерий Башкатов
- Композитор: Александр Билаш
- Художник: Михаил Юферов

## Критика
Критикой отмечалось, что фильм хоть и снят превосходно, но как имеющий излишнее увлечение режиссёра А. Войтецкого деталями, не всегда оправданное обращение к символике и замедленность ритма действия, был резко раскритикован.